# The Angry Hills
The Angry Hills is een Britse oorlogsfilm uit 1959 onder regie van Robert Aldrich. Destijds werd de film in Nederland uitgebracht onder de titel Dreigende heuvels.

## Verhaal
Mike Morrison is een Amerikaanse oorlogscorrespondent tijdens de Tweede Wereldoorlog. Hij komt in Athene in het bezit van een lijst met namen van Griekse verzetsstrijders. Als gevolg daarvan wordt hij achternagezeten door communisten, nazi's en Griekse collaborateurs.

## Rolverdeling
| Acteur              | Personage        |
| ------------------- | ---------------- |
| Robert Mitchum      | Mike Morrison    |
| Stanley Baker       | Conrad Heisler   |
| Elisabeth Müller    | Lisa Kyriakides  |
| Gia Scala           | Eleftheria       |
| Theodore Bikel      | Dimitrios Tassos |
| Sebastian Cabot     | Chesney          |
| Peter Illing        | Leonides         |
| Leslie Phillips     | Ray Taylor       |
| Donald Wolfit       | Dokter Stergion  |
| Marius Goring       | Kolonel Oberg    |
| Jocelyn Lane        | Maria Tassos     |
| Kieron Moore        | Andreas          |
| George Pastell      | Papa Panos       |
| Patrick Jordan      | Bluey            |
| Marita Constantinou | Cleopatra        |